# Acromantis
Acromantis (лат.) — род богомолов из семейства Hymenopodidae.
Встречаются в юго-восточной и восточной Азии (Вьетнам, Индия, Индонезия, Китай, Малайзия, Непал, Новая Гвинея, Тайвань, Филиппины, Япония) и Австралии.

## Описание
Фронтальный склерит поперечный, верхний край превращен в выступающую точка; по обеим сторонам лобного склерита имеется минутный бугорок склерит. Вершина над оцеллиями гладкая или с небольшим бугорком. На передних ногах тазики с расходящимися внутренними вершинными лопастями; бёдра с верхним краем слегка дугообразным и немного синуированным на вершине. Пронотум латерально с мелкой зубчатостью или бугорками. Средние и задние бёдра с лопастью около вершины. Кончики крыльев усеченные.

## Классификация
На февраль 2020 года в род включают 20 видов с ареалами:
- Acromantis australis Saussure, 1871 — Австралия (северо-восток), Новая Гвинея, острова Ару, Waigu Island, Roon
- Acromantis dyaka Hebard, 1920 — Калимантан
- Acromantis elegans Lombardo, 1993 — Непал
- Acromantis formosana (Shiraki, 1911) — Тайвань[6]
- Acromantis gestri Giglio-Tos, 1915 — Малайзия, Суматра
- Acromantis grandis Beier, 1930 — Вьетнам, Непал
- Acromantis hesione Stel, 1877 — Китай, Филиппины
- Acromantis indica (Giglio-Tos, 1915) — Мьянма
- Acromantis insularis Giglio-Tos, 1915 — Индия, Суматра, Ява
- Acromantis japonica (Westwood, 1889) — Китай, Северная Корея, Тайвань, Япония
- Acromantis lilii Werner, 1922 — Филиппины, Ява
- Acromantis luzonica Hebard, 1920 — Филиппины; [var. brevipennis Werner nomen nudum]
- Acromantis montana Giglio-Tos, 1915 — Борнео, Индия, Ява
- Acromantis moultoni Giglio-Tos, 1915 — Борнео
- Acromantis nicobarica Mukherjee, 1995 — Индия
- Acromantis oligoneura (de Hann, 1842)typus — Бали, Индия, Суматра, Сулавеси, Ява
- Acromantis palauana Beier, 1972 — Палау
- Acromantis philippina Beier, 1966 — Филиппины
- Acromantis satsumensis (Matsumura, 1913) — Япония
- Acromantis siporana Giglio-Tos, 1915 — Суматра, Ментавайские острова